# 小林涼子
小林 涼子（こばやし りょうこ、1989年（平成元年）11月8日 - ）は、日本のファッションモデル、女優。東京都出身。ステッカー所属。株式会社AGRIKO代表取締役。

## 略歴
4歳の時に子役としてデビュー後、2003年頃からローティーン向けファッション雑誌『ニコラ』（新潮社）の専属モデルとして活動した。
2004年、トミー（現タカラトミー）のガールズトイのイメージキャラクターに選ばれる。同年放送のテレビドラマ『一番大切な人は誰ですか?』（日本テレビ）で宮沢りえの娘役を演じて脚光を浴びた。2005年7月公開の『HINOKIO』で映画初出演。
2007年、テレビドラマ『砂時計』（TBS）では、ヒロインの中高生時代を演じた。
2008年2月18日に堀越高等学校を卒業。同年7月期のTBS系金曜ドラマ『魔王』でヒロイン役を演じて注目を集め、『TVnavi』（産経新聞出版）「読者が選ぶ“ドラマ・オブ・ザ・イヤー2008”」、『日刊スポーツ』「第12回ドラマグランプリ」、共に助演女優賞で1位を獲得した。
2009年4月、ブレンデン（現フロスツゥー）からヒラタオフィスに移籍。
2016年、ヒラタオフィスとの契約が終了し、フリーランスを経て、2017年2月よりステッカーに所属。2020年6月にYouTubeチャンネル「小林涼子Official Channel」を開始。
2021年5月に株式会社AGRIKO（アグリコ）設立。障がい者や高齢者らが農業を通じて活躍する取り組み「農福連携」を掲げる。

## 人物
東京都世田谷区生まれ、世田谷区育ち。農業も手掛けており、以前は父親の友人が新潟県に持つ水田を手伝っていたが、2022年4月には世田谷区桜新町エリアのカフェ屋上に水耕栽培と魚（ティラピア）の養殖を組み合わせたアクアポニックス方式の農園を開き、収穫した野菜はカフェでランチに使われている。趣味はスキューバダイビングやクラシックバレエ、ヨガ、吹きガラス。ヨガのポーズをしている写真 やガラス工芸作品写真がブログに掲載されることもある。特技でもある韓国語は日常会話は話せるという。家族は両親と妹。

## 出演
太字は主演

### 映画
- ZOO カザリとヨーコ（2005年3月19日、東映ビデオ） - カザリ / ヨーコ 役
- HINOKIO（2005年7月9日、松竹） - 高坂スミレ 役
- 仮面ライダー THE FIRST（2005年11月5日、東映ビデオ） - 原田美代子 / スネーク 役
- 子ぎつねヘレン（2006年3月18日、松竹） - 矢島美鈴 役
- 富嶽百景〜遙かなる場所〜（2006年6月3日、カエルカフェ）
- 人を造る（2007年7月7日、吉本興業）[注 1]
- 審理（2008年、最高裁判所） - 岩崎絵里花 役[注 2]
- 湾岸ミッドナイト THE MOVIE（2009年9月12日、ジョリー・ロジャー） - 朝倉えりこ役
- RUN60（2011年6月25日、ユニバーサルJ） - 水木レイ 役[注 3]
- RUN60-GAME OVER-（2012年6月30日、ユニバーサルミュージック） - 水木レイ 役
- 大人ドロップ（2014年4月4日、東宝映像事業部） - 野中春 役[20][21]
- MARCHING 明日へ（2014年8月23日） - 松田美咲 役[19]
- ピンクとグレー（2016年1月9日、アスミック・エース）
- 猫は抱くもの（2018年6月23日、キノフィルムズ） - キジトラ[22] / バラエティ番組MC 役
- ハッピーメール（2018年8月25日、パル企画） - 久野あすか 役[23]
- 轢き逃げ 最高の最悪な日（2019年5月10日、東映） - 白河早苗 役[3][24]
- [窓] MADO（2022年12月16日公開、towaie） - 美井美 役[25][26]
- わたしの幸せな結婚（2023年3月17日公開、東宝） - 花 役[27]
- この夏の星を見る（2025年7月4日公開、東映） - ラジオ番組のパーソナリティ 役[28]

### テレビドラマ
- ミニモニ。でブレーメンの音楽隊 第5回 - 第8回（2004年2月7日 - 28日、NHK教育） - 沙織 役
- 一番大切な人は誰ですか?（2004年10月13日 - 12月15日、日本テレビ） - 仲町小南 役
- 劇団演技者。 「あたらしい生き物」 全4話（2005年4月13日 - 5月4日・5月11日、フジテレビ）
- 刑事部屋〜六本木おかしな捜査班〜 第7話（2005年8月31日、テレビ朝日） - 遠藤弥生 役
- ブレスト〜女子高生、10億円の賭け!（2006年1月8日、テレビ朝日） - 佐々木操 役
- 水曜ミステリー9 ドクター・ヨシカの犯罪カルテ（2006年5月24日、テレビ東京） - 藤崎莉奈 役
- 砂時計（2007年3月12日 - 6月1日、TBS） - 水瀬杏（中高生時代） 役
- 刺客請負人 第1シリーズ 第1話（2007年7月20日、テレビ東京） - 菊姫 役
- 刺客請負人 第2シリーズ 第1話（2008年7月18日、テレビ東京） - 菊姫 役
- 魔王（2008年7月4日 - 9月12日、TBS） - ヒロイン・咲田しおり 役
- 寧々〜おんな太閤記（2009年1月2日、テレビ東京） - お初 役
- 必殺仕事人2009 第1話（2009年1月9日、朝日放送・テレビ朝日） - お絹 役
- 名探偵の掟 第4話（2009年5月8日、テレビ朝日） - 牛神彩花 役
- 新 警視庁捜査一課9係 第10話（2009年9月9日、テレビ朝日） - 金沢繭 役
- チーム・バチスタの栄光SPECIAL〜新たな迷宮への招待〜（2009年9月15日、関西テレビ） - 田中チホ 役
- サムライ・ハイスクール（2009年10月17日 - 12月12日、日本テレビ） - 南百合香 役[29]
- ヤマトナデシコ七変化 第1話（2010年1月15日、TBS） - 雪女（ゆきめ） 役
- コード・ブルー ドクターヘリ緊急救命 2ndseason 第3話（2010年1月25日、フジテレビ） - 森田恵理 役
- エンゼルバンク〜転職代理人 第7話（2010年3月4日、テレビ朝日） - 広瀬芳子 役
- 離婚同居（2010年5月18日 - 6月15日、NHK総合） - 林原亜美 役
- 野田ともうします。（2010年10月29日 - 2011年4月8日、NHKワンセグ2） - 重松さん 役
  - 野田ともうします。 シーズン2（2011年10月6日 - 2012年3月9日）
  - 野田ともうします。 シーズン3（2012年10月1日 - 2013年2月17日）
- パーフェクト・リポート 第9話（2010年12月19日、フジテレビ） - 伊崎早苗 役
- 謎解きはディナーのあとで 第4話（2011年11月8日、フジテレビ） - 沢村有里 役
- 秘密諜報員 エリカ 第8話（2011年11月24日、読売テレビ） - 長谷川結衣 役
- 新・ミナミの帝王3（2012年1月7日、関西テレビ） - ユリム 役
- RUN60 第1章（2012年4月18日 - 5月2日、毎日放送） - 水木 レイ 役
- Answer〜警視庁検証捜査官 第8話（2012年6月6日、テレビ朝日） - 川上莉子 役
- 大河ドラマ大作戦（2012年8月26日、NHK総合） - 清美（幽霊） 役[30]
- 連続テレビ小説（NHK総合）
  - 梅ちゃん先生〜結婚できない男と女スペシャル〜 前編・後編（2012年10月13日・20日、NHK BSプレミアム） - 神田真澄 役
  - 虎に翼 第2週 - 最終週（2024年4月8日 - 9月27日） - 久保田聡子 役[31]
- 佐藤家の朝食、鈴木家の夕食（2013年1月28日、BSジャパン） - 鈴木そら 役
- 高梨さん 第4話（2013年4月22日、NHKワンセグ2） - さやか 役
- 遺留捜査 第3シリーズ 第3話（2013年5月1日、テレビ朝日） - 橘千晶 役
- 明日の光をつかめ -2013 夏-（2013年7月1日 - 8月30日、東海テレビ） - 谷原美里 役
- 山田くんと7人の魔女（2013年8月10日 - 9月28日、フジテレビ） - 飛鳥美琴 役[6]
- 鉄子の育て方（2014年4月7日 - 6月30日、メ〜テレ） - 二郷あずさ 役[32]
- 東京スカーレット〜警視庁NS係 第3話（2014年7月29日、TBS） - 原田志保 役
- 女はそれを許さない 第3話（2014年11月4日、TBS） - 水野早苗 役
- 新・刑事吉永誠一 第6話（2014年11月21日、テレビ東京） - 大和田ありさ 役
- ああ、ラブホテル 第1話（2014年11月23日、WOWOW） - 鶴来麻友花 役
- 警部補・杉山真太郎〜吉祥寺署事件ファイル 第7話（2015年2月23日、TBS） - 大原紗枝 役
- REPLAY&DESTROY（2015年4月26日 - 6月15日、毎日放送） - 葛西ルーシー 役
- 天使と悪魔-未解決事件匿名交渉課- 第8話（2015年5月29日、テレビ朝日） - 成海由佳 役
- 昔話法廷 第3話「白雪姫」裁判（2015年8月12日、NHK Eテレ） - 検察側証人「白雪姫」 役
- 金曜プレミアム 剣客商売 陽炎の男（2015年9月11日、フジテレビ） - お照 役
- 私たちがプロポーズされないのには、101の理由があってだな Season2 第3話（2015年9月16日、LaLa TV） - えりか 役
- しんがり 山一證券 最後の聖戦 第1話〜第3話（2015年9月20日〜、WOWOW） - 秋子 役
- 5人のジュンコ（2015年11月21日 - 12月19日、WOWOW） - 鵜飼優子 役[33]
- BS時代劇 子連れ信兵衛 第5話（2015年12月11日、NHK BSプレミアム） - おみち 役
- お迎えデス。 第8話 - 最終話（2016年6月11日 - 18日、日本テレビ） - 村上あさみ 役
- 家政夫のミタゾノ 第2話（2016年10月28日、テレビ朝日） - 木杉舞 役
- 櫻子さんの足下には死体が埋まっている 第8話（2017年6月11日、フジテレビ） - 鴻上百合子 役[34]
- サチのお寺ごはん（2017年7月 - 9月、メ〜テレ ほか） - 前澤笑子 役
- 日曜ワイド おかしな弁護士 （2017年8月6日、テレビ朝日） - 村上さゆり 役
- 警視庁ゼロ係〜生活安全課なんでも相談室〜 SECOND SEASON 第4話（2017年8月18日、テレビ朝日） - 池澤貴梨子 役
- コードネームミラージュ 第25話（2017年9月23日、テレビ東京） - 店員 役
- ウルトラマンジード 第18話 - 第24話（2017年11月4日 - 12月16日、テレビ東京） - 石刈アリエ 役
- まかない荘2 第8話（2017年12月4日、メ〜テレ） - 早苗 役
- ドラマスペシャル CHIEF〜警視庁IR分析室〜（2018年4月15日、テレビ朝日）[35]  - 浅倉香澄 役
- 執事 西園寺の名推理 第4話（2018年5月11日、テレビ東京） - 市川真莉絵 役[36]
- 悪魔が来りて笛を吹く（2018年7月28日、NHK BSプレミアム） - 堀井小夜子 役[37]
- 主婦カツ!（2018年10月 - 11月、NHK BSプレミアム） - 久保田玲 役[38]
- 駐在刑事 第4話（2018年11月9日、テレビ東京） - 根本遥 役[39]
- コールドケース2 〜真実の扉〜 第9話（2018年12月8日、WOWOW） - 藤沢智世の同僚 役[40]
- 西村京太郎トラベルミステリー 第70作スペシャル 十津川警部VS鉄道捜査官花村乃里子（2019年3月17日、テレビ朝日） - 武部あかり 役 [41]
- やすらぎの刻〜道（2019年4月8日、テレビ朝日） - 室井小夜子（小夜子先生） 役[42]
- 未解決の女 警視庁文書捜査官〜緋色のシグナル〜（2019年4月28日、テレビ朝日） - 香取晶 役
- 探偵が早すぎる スペシャル（2019年12月13日、20日、読売テレビ） - 星野景子 役
- 特捜9 season3 第8話（2020年7月8日、テレビ朝日） - 桜川梨花 役
- 警視庁・捜査一課長2020 第13話 (2020年8月13日、テレビ朝日） - 灰川由衣 役 [43]
- 姉ちゃんの恋人 第4話 - 最終話（2020年11月17日 - 12月22日、関西テレビ・フジテレビ） - 武部香里 役[注 4]
- 緊急取調室 4th SEASON 第4話（2021年8月12日、テレビ朝日） - 三上聡の妻 役
- ザ・ハイスクール ヒーローズ 第6話 -最終話（2021年9月4日 - 18日、テレビ朝日） - 墨友十和子 / 灰谷十和子 役
- どうせもう逃げられない（2021年9月16日、毎日放送） - 向坂ちはる 役
- 来世ではちゃんとします2 第7話・最終話（2021年9月23日・30日、テレビ東京） - 菜々 役
  - 来世ではちゃんとします3 第11話（2023年3月16日）
- ソロモンの偽証（2021年10月3日 - 11月21日、WOWOW） - 森内恵美子 役
- 婚姻届に判を捺しただけですが（2021年10月19日 - 12月21日、TBS） - 藤井ひかり 役[44][45]
- ゴシップ#彼女が知りたい本当の○○ 第7話・第8話（2022年2月17日・24日、フジテレビ） - 阿久津舞衣 役
- 花嫁未満エスケープ（2022年4月8日 - 6月24日 、テレビ東京） - 坂本美沙 役[46]
  - 花嫁未満エスケープ 完結編（2023年1月7日 - 28日、テレビ東京）[47]
- 正直不動産 第3話（2022年4月19日、NHK総合） - 室田えり香 役[48]
- 金田一少年の事件簿 第6話（2022年6月5日、日本テレビ） - 須藤麻衣子 役
- ロマンス暴風域 第4話（2022年7月27日、毎日放送） - えんちゃん 役
- 復讐の未亡人 第4話 - 最終話（2022年7月29日 - 8月26日、テレビ東京） - 山下晴菜 役
- 船橋署刑事課・香山亮介シリーズ「黙秘犯」（2022年8月8日、テレビ東京） - 友部杏子 役
- 善人長屋 第7話・第8話（2022年8月19日・26日、NHK BSプレミアム・BS4K） - お多津 役[49]
- 永遠の昨日（2022年10月21日 - 12月9日、毎日放送） - 香住遥 役[50]
- 真相は耳の中 第7話（2022年12月3日、テレビ東京） - AYAMI 役
- ダ・カーポしませんか?（2023年1月16日 - 3月27日、テレビ東京） - 三橋愛菜 役[51]
- ワタシってサバサバしてるから（2023年1月25日 - 2月9日、NHK総合） - 桜井華 役
- 月食の夜は（2023年3月25日、NHK総合）[52]
- 王様に捧ぐ薬指（2023年4月18日 - 6月20日、TBS） - 岡田小夜 役[53]
- ハヤブサ消防団（2023年7月13日 - 9月14日、テレビ朝日） - 山原展子 役[54][55]
- 秀吉、スタートアップ企業で働く（2023年9月9日、テレビ東京） - 森野美咲 役[56]
- 18歳、新妻、不倫します。（2023年10月15日 - 12月18日、朝日放送テレビ・テレビ朝日） - 岡本・J・真弓 役[57]
- ゼイチョー〜『払えない』にはワケがある〜 第4話（2023年11月4日、日本テレビ） - 小田倉涼花 役[58]
- うちの弁護士は手がかかる 第8話（2023年12月1日、フジテレビ） - 小宮小夜子 役[59]
- 自転しながら公転する（2023年12月14日・21日・28日、読売テレビ・日本テレビ） - 小島そよか 役[60]
- ブラックガールズトーク 第1話（2024年2月5日、テレビ東京） - 角松亜紀 役[61]
- ミス・ターゲット（2024年4月21日 - 、朝日放送・テレビ朝日） - 村松恵 役
- 青島くんはいじわる（2024年7月6日 - 9月14日、テレビ朝日） - 鈴木タカコ 役[62]
- おいち不思議がたり（2024年9月1日 - 10月20日、NHK BS・BSプレミアム4K） - おまき 役
- 最寄りのユートピア（2024年9月25日、フジテレビ） - 神原彩芽 役[63]
- 毒恋〜毒もすぎれば恋となる〜第4話・第5話（2024年10月8日、TBS） - 鈴阪麻衣子 役[64]
- コトコト〜おいしい心と出会う旅〜 - 不二谷円 役
  - 富山編（2024年12月7日、NHK BSプレミアム4K / 12月8日、NHK BS）[65][66]
  - 新潟編（2024年12月14日〈予定〉、NHK BSプレミアム4K / 12月15日〈予定〉、NHK BS）[66]
  - 群馬編（2025年後半放送予定、NHK総合・BS・BSプレミアム4K）[66]
- リラの花咲くけものみち 第1話 （2025年2月1日、NHK総合） - 岸本友梨 役
- アイシー〜瞬間記憶捜査・柊班〜 第4話・第5話（2025年2月11日・18日、フジテレビ） - 奥貫梨々花 役[67]
- 恋は闇 第4話・第5話・第7話・第9話（2025年5月7日・14日・5月28日・6月11日、日本テレビ） - 新田透子 役[68]

### ラジオ
- ほかならぬ人へ（2015年11月14日、NHK-FM）[69] - なずな 役
- STEP ONE（J-WAVE、火曜ナビゲーター）
- EARLY GLORY（J-WAVE）

### 舞台
- 栗太郎（1997年） - 桃山田すずらん 役
- オリオン座のメロディー（1998年） - 親指姫 役
- 青い鳥をもう一度（1999年） - セイコ 役
- 心の宝石（2000年） - メグミ 役
- ロミオとジュリエット（2009年3月4日 - 4月5日、東京 / 大阪） - ジュリエット 役
- FUNNY BUNNY-鳥獣と寂寞の空-（2012年4月19日 - 30日、青山円形劇場） - 遠藤葵 役

### WEBムービー・ドラマ
- 恋愛メビウス EPISODE6 Route17（2006年、Pod TV） - 薫子 役
- もうひとつの富獄百景（2006年、GyaoTV）
- 美伊武家のひとびと（2006年、GyaoTV）
- ひだまりの場所 〜初恋〜（2010年1月20日 - 4月11日、全24話、Bee TV） - 森田沙耶 役
- RUN60（2011年、ユニバーサルJ） - 水木レイ 役[注 5]
  - 5月11日 - SECTION 0 配信スタート
  - 5月11日 - SECTION 1 mihimaru GT（2011年6月8日、マスターピース）
  - 5月13日 - SECTION 2 青山テルマ（2011年5月25日、WITHOUT U feat. 4Minute）
  - 5月15日 - SECTION 3 超新星（2011年6月15日、クリウンナレ キミに会いたくて）
  - 5月17日 - SECTION 4 Cherie（2011年5月25日、恋のフシギ）
  - 5月19日 - SECTION 5 NERDHEAD（2011年6月1日、どうして好きなんだろう feat. Mai.K）
- REPLAY & DESTROY（2011年11月4日 - 25日 / 全4話、LISMO Channel） - 葛西ルーシー 役
- ラヴコンシェル「ヘヴンズコール」（2013年1月21日 - 25日・27日、NOTTV） - 葛木衣里 役
- 24時間女優-待つ女- 第8回（2014年2月14日、ひかりTV） - 野中春 役[注 6]
- ももいろクローバーZ「泣いてもいいんだよ」父の日ver（2014年6月11日、朝日新聞デジタル）[70]
- 奇妙な恋の物語-THE AMAZING LOVE STORY- 「恋するエスパー」（2014年7月31日 - 全4話、UULA） - 真知子 役
- ビタースウィート〜オトナの交差点〜（2014年10月7日、ネスレシアター on YouTube） - 冬柴冬子 役
- リニューアル家族（2018年4月16日、日清ヨーク on YouTube） - 十勝美里 役[71]
- 愛のサラテクト（2022年4月28日 - 全10話、アース製薬 on YouTube） - スーア 役[72]
- OUR STORIES 120秒の物語 第2話「お姉ちゃんと妹」（2022年5月19日） - 姉 役
- 今日も浮つく、あなたは燃える（2022年12月28日 - 全11話、BUMP） - 橘朋子 役[73][74]

### PV
- レミオロメン「太陽の下」（2006年3月1日） - 矢島美鈴 役[注 7]
- Hilcrhyme「春夏秋冬」（2009年9月30日） - イメージ
- 石川智晶「逆光」（2010年8月4日）
- AYUSE KOZUE「CRY FOR YOU」（2011年2月16日）
- Good Coming「君想う唄」（2012年10月3日）
- ももいろクローバーZ「泣いてもいいんだよ」父の日ver.（2014年）
- Mr.Children「here comes my love」Music Short Film （2018年2月8日） - 花の青年期 役
- 世田谷市「setagaya feeling」（2018年）[75]

### テレビアニメ
- キャラウッドプロジェクト なぞなぞう（2007年、アニマックス） - なぞなぞう 役

### テレビゲーム
- 428 〜封鎖された渋谷で〜（2008年12月4日、セガ） - 遠藤鈴音 役[注 8]

### CM
- 新潟中央銀行（1996年）[注 9]
- NEC ホタルック（1996年）[注 9]
- オリエンタルランド 東京ディズニーシー（2006年2月 - ）
- So-net 光ファミリーパック（2006年4月 - ）
- パイオニア スグレコ（2006年5月 - ） - ミカちゃん 役
- 大塚製薬 ファイブミニ（2006年9月 - ）
- KONAMI ときめきメモリアルONLINE（2006年10月 - ）
- JR東日本 TOKYO STATION CITY（2007年10月 - ）
- ニベア花王 ウォータリングリップ（2009年9月 - ）
- NISSAN DAYZ（2013年8月 - ）
- Panasonic
  - エコナビ（2013年9月 - ）
  - コリコラン（2017年11月 - ）
- 八十二銀行（2016年）
- アマノフーズ「theうまみ」（2018年1月 - ）[76]
- 資生堂「ベネフィーク」（2018年1月 - ）[77]
- レバレジーズ「ハタラクティブ」（2018年5月 - ）[78]
- 小林製薬 炭の消臭元（2018年11月 - ）[79]
- トレたび ニッポンをつなぐ物語「忘れていた旅」篇（2019年9月 - ） - 娘 役[80]
- ボートレース（2020年）
  - 「ハートに炎を。BOATisHEART」第5弾「妹の応援」篇（2020年6月1日 - ）[81]

### 広告
- ハルタ製靴
- 全労済
- 公文式
- 住宅都市整備公団
- 三越 七五三
- JR東日本
- 小田急百貨店 卒業フェア
- ベネッセ 英語教材ビーゴ
- キヤノン EOS 5D
- エプソン 海外向けプリンタ
- 花キューピット協同組合

## 書籍

### 雑誌
- 『ニコラ"』（新潮社） - 専属モデル
- 『CANDy』（白泉社）、『小学六年生』（小学館）、『Chu-Boh』（海王社）
- 『流行通信』（INFASパブリケーションズ）
- 『KERA』（インデックス・コミュニケーションズ）、CUTiE（宝島社）
- 『SEDA』（日之出出版）、『PS』（小学館）、『MORE』（集英社）、『mina』（主婦の友社）、『an an』（マガジンハウス）
- 『B.L.T.』（東京ニュース通信社）、『週刊プレイボーイ』（集英社）
- 『COOL TRANS』（ワニブックス ）、『smart』（宝島社）
- 『美術手帖』2011年7月号表紙巻頭（美術出版社）
- 『世田谷ライフmagazine』（EDITORS）連載中「小林涼子の傑作パン図鑑」「小林涼子のAGRIKO FARM通信」（隔号で交代）

### フォトブック
- 『青春 トーキョースクールガール』2004年9月7日、ブックマン社
- 『ノスタルジック写真物語 キミト、ドコカヘ』2006年8月30日、マーブルトロン
- 『流行通信増刊号 シャッター＆ラブ 10人の女性写真家たち』2006年9月12日、INFASパブリケーションズ
- 学研ムック『雫 しずる』2008年11月11日、学研パブリッシング
- 『卒業アルバム SCHOOL GIRLS』2008年08月20日、玄光社MOOK
- 『小林涼子フォトブック 〜クロアチア、10代最後の小旅行〜』2009年11月8日、ワニブックス